# Zmiany struktury agrarnej w Polsce
Zmiana struktury agrarnej w Polsce – następuje w wyniku podziału gospodarstw rolnych, scalania gruntów i wywłaszczania na cele infrastrukturalne. Zmiany powstają jako rezultat prowadzonej polityki rolnej, uwarunkowań ekonomicznych i decyzji producentów rolnych.

## Pojęcie struktury agrarnej
Struktura agrarna jest definiowana różnie, w zależności od źródła. Może przedstawić się następująco:
- wg Encyklopedii Ekonomiczno-Rolniczej „Struktura agrarna ujmowana jest:
  1. jako procentowy udział określonych grup obszarowych gospodarstw w ogólnej liczbie lub powierzchni gospodarstw,
  2. jako grupy gospodarstw o różnym tytule własności,
  3. jako grupy gospodarstw według wielkości produkcji rolniczej na 1 gospodarstwo, bądź na jednego pracownika,
  4. jako grupy gospodarstwa według osiąganej produkcji towarowej, według wielkości nakładów kapitałowych na jednostkę produkcji”[1];
- wg A. Lichorowicza Struktura agrarna – stan rolniczych jednostek produkcyjnych; udział zaklasyfikowanych do różnych grup według własności ziemi, wielkości powierzchni gospodarstw rolnych, rozproszenia gruntów w ogólnej liczbie gospodarstw w państwie (lub np. regionie, województwie, gminie)[2];
- wg Encyklopedii Agrobiznesu Struktura agrarna – rozkład gospodarstw chłopskich według ich obszaru, przy założeniu, że ziemia jest decydującym czynnikiem produkcji a pozostałe czynniki są z nią liniowo skorelowane[3].

## Kształtowanie liczby i struktury gospodarstw indywidualnych

### Kształtowanie liczby i struktury gospodarstw indywidualnych po II wojnie światowej
Liczba gospodarstw rolnych (w tys.) w latach 1950–1980 przedstawiała się następująco:
| Wielkość gospodarstwa | 1950   | 1950    | 1960    | 1960    | 1970   | 1970    | 1980   | 1980    |
| Wielkość gospodarstwa | Liczba | Procent | Liczba  | Procent | Liczba | Procent | Liczba | Procent |
| --------------------- | ------ | ------- | ------- | ------- | ------ | ------- | ------ | ------- |
| do 2 ha               | 821,3  | 25,9    | 1 177,6 | 32,8    | 1134,9 | 33,3    | 868,0  | 30,0    |
| od 2 do 5 ha          | 991,8  | 31,3    | 1091,9  | 30,4    | 967,5  | 28,5    | 855,0  | 29,5    |
| 5 do 10 ha            | 976,5  | 30,8    | 937,7   | 26,1    | 886,3  | 26,1    | 748,0  | 25,8    |
| 10 do 20 ha           | 339,0  | 10,7    | 350,20  | 9,8     | 373,4  | 11      | 332,0  | 11,5    |
| ponad 20 ha           | 39,9   | 1,3     | 34,50   | 0,9     | 36,9   | 1,1     | 94,0   | 3,2     |
| Ogółem                | 3168,5 | 100,0   | 3591,9  | 100,0   | 3399,0 | 100,0   | 2897,0 | 100,0   |

### Kształtowanie liczby i struktury gospodarstw indywidualnych po transformacji ustrojowej
Liczba gospodarstw rolnych (w tys.) w latach 1990–2019 przedstawiała się następująco.
| Wielkość gospodarstwa | 1990   | 1990    | 2000   | 2000    | 2010   | 2010    | 2019   | 2019    |
| Wielkość gospodarstwa | Liczba | Procent | Liczba | Procent | Liczba | Procent | Liczba | Procent |
| --------------------- | ------ | ------- | ------ | ------- | ------ | ------- | ------ | ------- |
| do 2 ha               | 378,4  | 17,7    | 447,7  | 23,8    | 413,3  | 23,4    | 284,4  | 20,6    |
| od 2 do 5 ha          | 750,4  | 35,1    | 613,2  | 32,6    | 596,6  | 33,8    | 440,5  | 32,0    |
| 5 do 10 ha            | 637,1  | 29,8    | 447,7  | 23,8    | 390,5  | 22,1    | 306,0  | 22,2    |
| 10 do 15 ha           | 241,6  | 11,3    | 186,2  | 9,9     | 166,4  | 9,4     | 137,5  | 10,0    |
| ponad 15 ha           | 130,4  | 6,1     | 186,2  | 9,9     | 199,2  | 11,3    | 208,8  | 15,2    |
| Ogółem                | 2137,9 | 100,0   | 1881,0 | 100,0   | 1766,0 | 100,0   | 1377,2 | 100,0   |